# Tunnel Rats: 1968 (игра)
«Tunnel Rats: 1968» — компьютерная игра, основанная на одноимённом фильме Уве Болла, была разработана Replay Studios. Игровой процесс включает в себя обезвреживание мин и ловушек, сбор ушей от павших врагов и сбор меток от товарищей погибших солдат. Согласно интервью с Уве Боллом, игра должна была быть выпущена на Xbox 360, но в конечном итоге у него никогда не было официального розничного релиза, и единственным магазином цифровой дистрибуции, который предлагал игру, была Steam.

## Сюжет
Сюжет игры происходит после событий одноимённого фильма, когда персонаж игрока пытается найти оригинальную команду из фильма. Американец, Брукс, служащий во Вьетнаме, отправляется на миссию, чтобы очистить туннели, контролируемые противником. Однако его вертолёт оказался сбит над территорией противника, в результате чего Брукс оказался в джунглях единственным выжившим членом своего взвода.

## Геймплей
«Tunnel Rats: 1968» шутер от первого лица с семью уровнями. Бонусные предметы, такие как триплетные гранаты и люки, расположены по всему игровому миру; двери-ловушки обезвреживаются путём нахождения действующей точки, используемой для их деактивации. Натяжные бомбы можно обезвреживать в мини-игре, где игрок должен остановить скользящую планку в пределах указанной зоны; остановка в более узкой цели также позволяет игроку собирать гранаты, которые будут частями механизма. «Трофеи», включая жетоны из павших солдат и уши от трупов вьетнамских солдат, можно собирать, чтобы улучшить здоровье Брукса.

## Критика
Игра получила негативные отзывы; она имеет совокупные 30 баллов из 100, основанный на 7 рецензиях, что указывает на «в целом неблагоприятные отзывы».
GameSpot заявили, что у «Tunnel Rats» было «неуклюжее и непоследовательное» создание и озвучивание, и критиковал характеристику Брукса за то, что он сделал его «одним из наименее сочувствующих героев, за которого игроки когда-либо играли», описывая его как «жестокого придурка, который часто сходит с ума, но никогда не бывает остроумным. Он, очевидно, должен быть на уровне персонажа, которое отправляют на порог безумия, но в действительности он сходит с ума с самого начала». Эта критика также ссылалась на частое использование внутренних монологов для продвижения истории игры. Механизм сбора ушей от мертвых вьетнамских солдат считался дурным тоном из-за личности Брукса и его высказанных замечаний при этом. Окружение игры, особенно туннели, считалось однообразным и устаревшим, в то время как железные прицелы ружья подвергались критике за неточность по сравнению с обычным экранным перекрестием. Игру также подвергли критике за её ошибки, короткую длительность и высокий уровень точности, требуемой для сбора трофеев и разоружения ловушек в окружающей среде. В общем итоге, GameSpot дала игре 2,5 баллов из 10.
«Rock Paper Shotgun» ругал игру за плохие диалоги и обилие пещер. Она была описана как «мучительно, изумительно плохая, такая, что преобладающая мысль во время игры была: «Как можно сделать игру такой ужасно плохой, настолько фундаментально не понимающей даже основы того, чем должна быть игра». Игра была подвергнута критике за её разработку и озвучку (что также привело к тому, что главного героя охарактеризовали как «раздражительного и ненавистного маленького идиота»), игровой механике, требующей расстраивающих уровней точности (включая процесс разоружения ловушек и, соответственно, сбора жетонов собак). и уши от тел американских и вьетнамских солдат, чтобы восстановить здоровье), непропорциональное количество урона от падения с низкой высоты, невозможность ручного перезапуска уровня или сохранения) и ошибки, такие как гранаты, больше не работают на уровне, если враги умирают. (Все эти ошибки также не позволили рецензенту завершить второй уровень).  GamesRadar  также критиковал игру за то, что она «тошнотворный беспорядок от начала до конца», но в шутку чувствовал, что это наверное лучше, чем фильмы Уве Болла.